# علم الآثار التجريبي

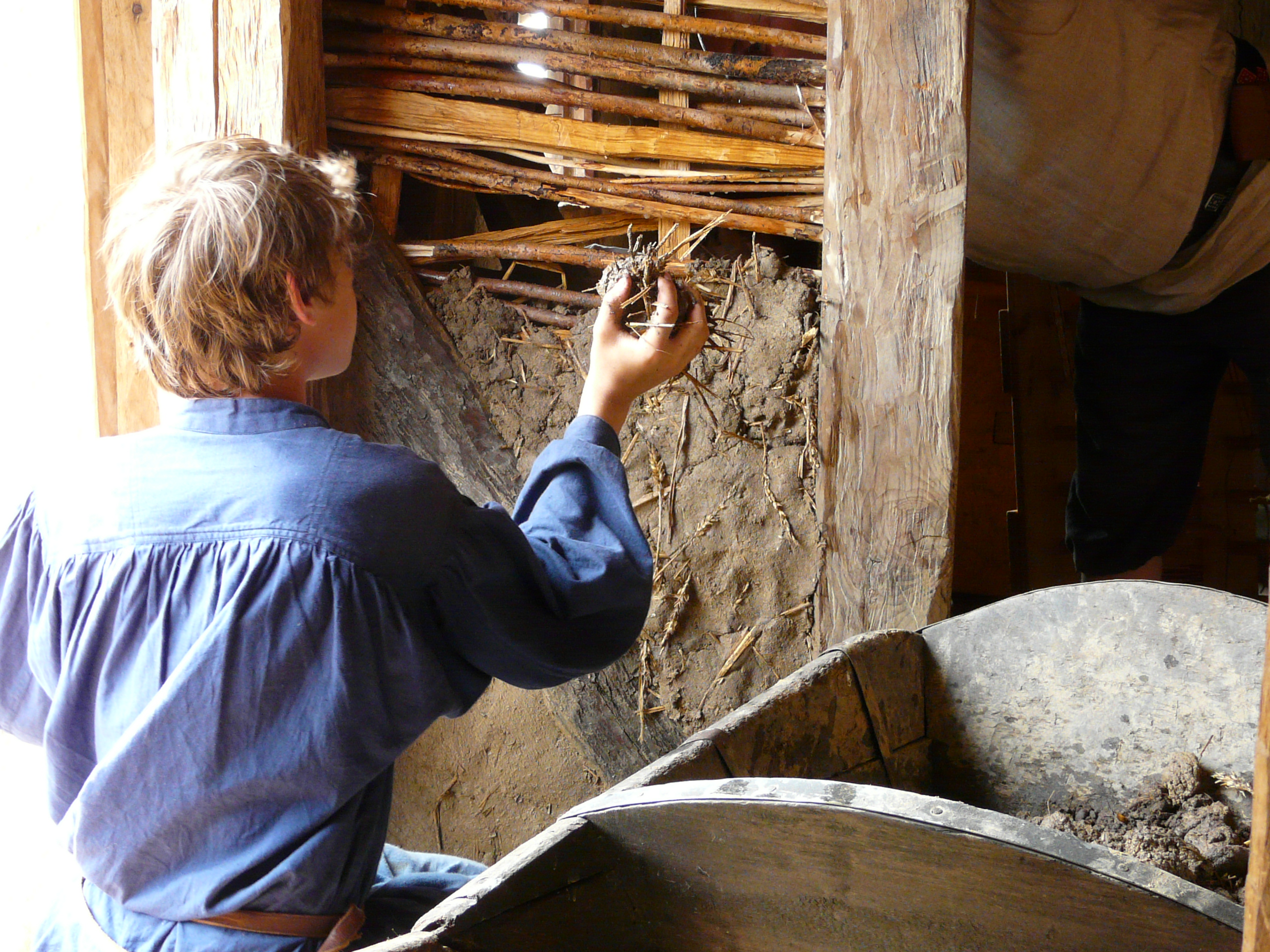
إنشاء حائط من الطمي والوحل وفق أسلوب الفايكنغ.

علم الآثار التجريبي هو فرع من الدراسة الذي يهدف إلى طرح أو اختبار فرضيات في علم الآثار وذلك بإعادة بناء وإنشاء معالم تاريخية وفق المصادر والموارد المتاحة تقريبياً في الحضارات القديمة. يتضمن علم الآثار التجريبي استخدام عدة طرق وتقنيات ووسائل تحليل حسب نوع للهيكل المعماري أو القطع الأثرية المكتشفة.
يكمن الهدف الرئيسي في علم الآثار التجريبي في التمكن من صنع نسخ عن الهياكل التاريخية باستخدام وسائل وتقنيات موثقة تاريخياً، بعملية تسمى أحياناً «علم الآثار بإعادة التعمير» والذي يعتم بكيفية البناء في الماضي. حاز هذا الفرع على الاهتمام من قبل بعض القنوات التلفزيونية التي تبث برامج وثائقية مثل بي بي سي وبرنامجها «بناء المستحيل» "Building the Impossible" وقناة بي بي إس وبرنامجها «أسرار الإمبراطوريات المندثرة» Secrets of Lost Empires.

## اقرأ أيضاً
- علم الآثار